# Rápida intensificação

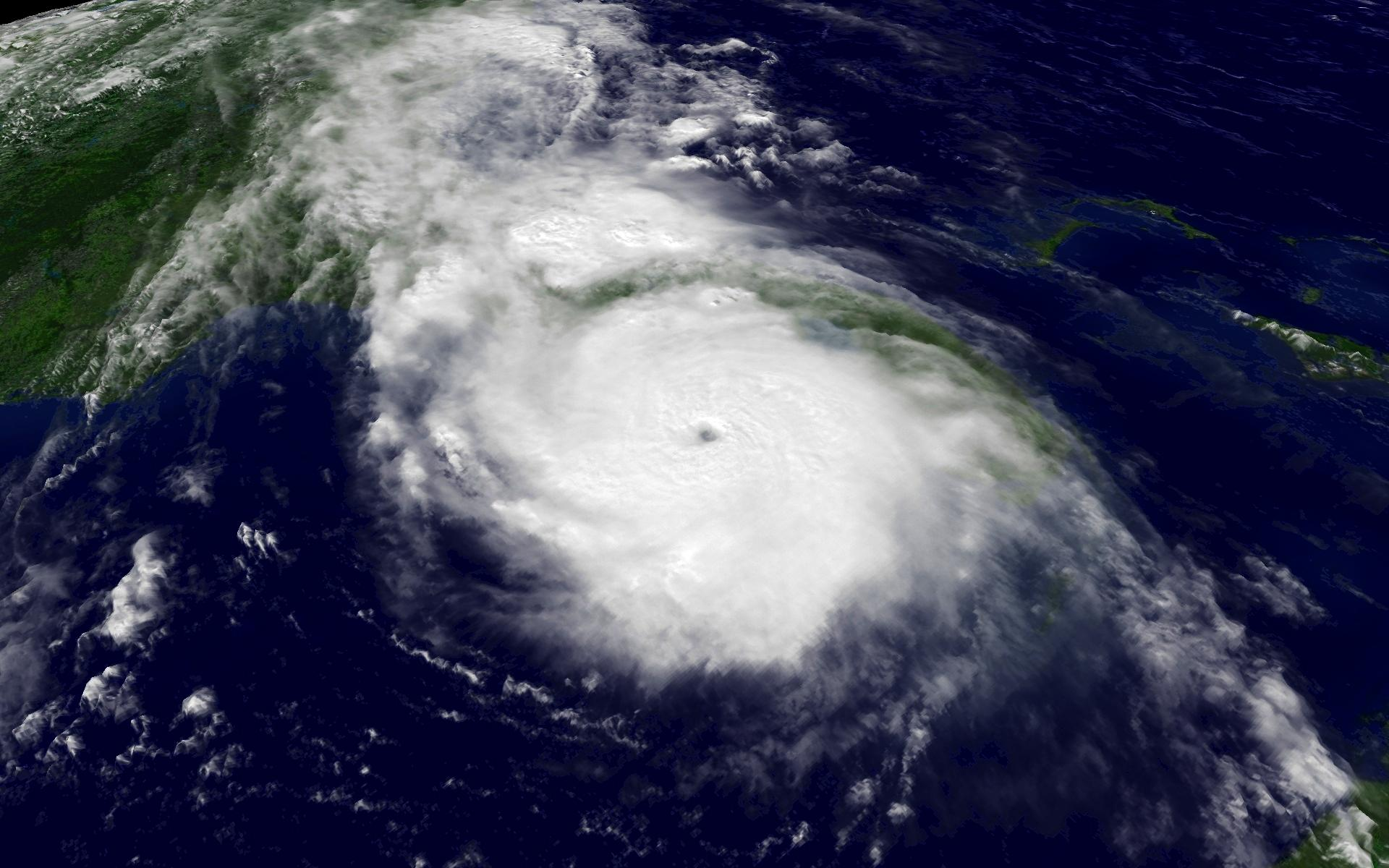
Furacão Charley aproximando-se da costa norte-americana após uma fase de rápida intensificação.

A rápida intensificação é uma condição que ocorre quando a pressão atmosférica mínima ao nível do mar de um ciclone tropical é reduzida drasticamente em um período de tempo muito curto. O Serviço Nacional de Meteorologia dos Estados Unidos descreve a rápida intensificação como um decréscimo de 42 mbars em menos de 24 horas. Entretanto, esta sentença é livremente aplicada nas várias tempestades em fase de rápida intensificação.